# Vitalie Bunici
Vitalie Bunici (ur. 1997) – mołdawski zapaśnik startujący w stylu wolnym. Zajął 23. miejsce na mistrzostwach świata w 2022. 
Drugi na ME U-23 w 2018 roku. 